# Gemmingen

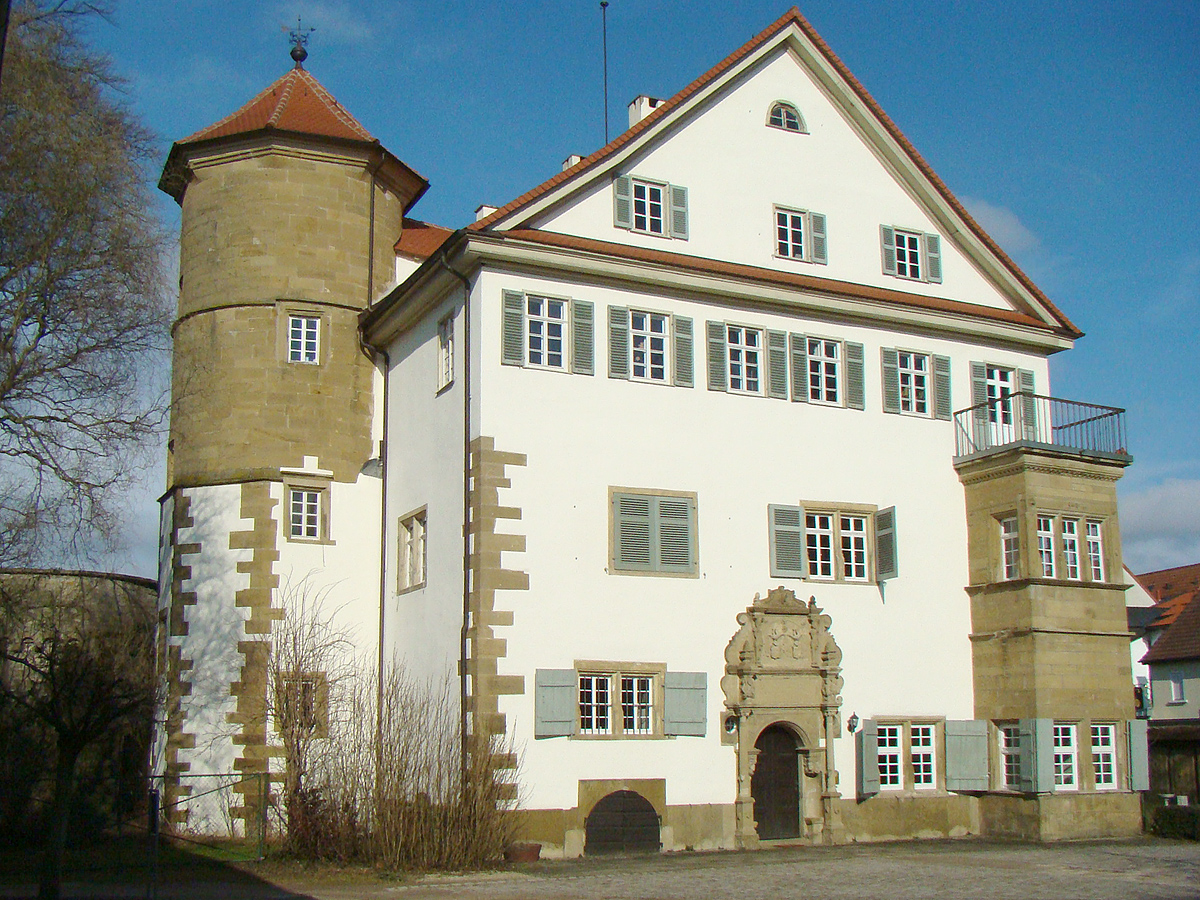
Il castello di Gemmingen

Gemmingen è un comune tedesco di 5 516 abitanti, situato nel land del Baden-Württemberg.